# Antigüedad clásica

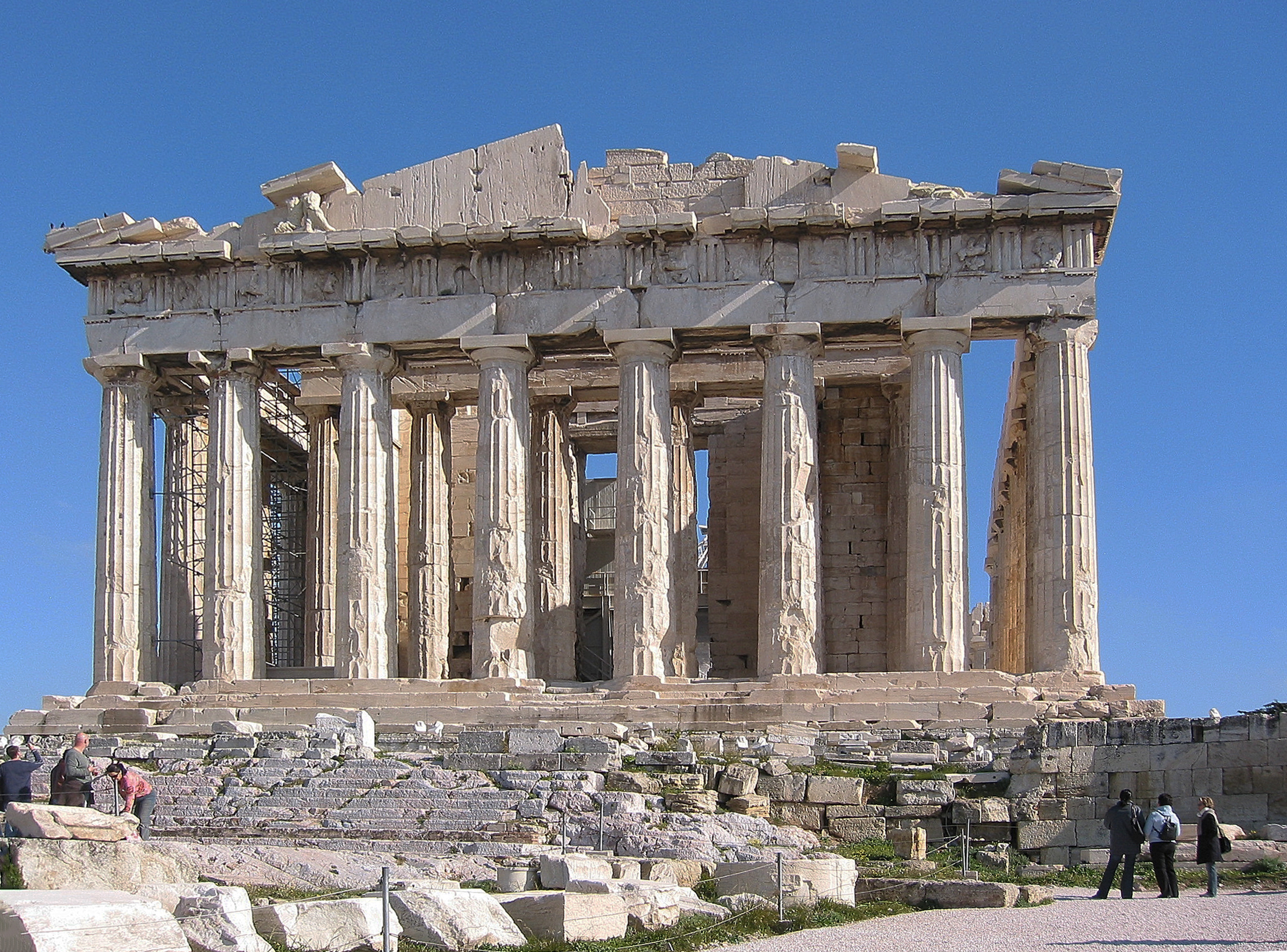
El Partenón es uno de los símbolos más reconocibles de la era clásica y ejemplifica la cultura griega antigua.

El término Antigüedad clásica (Neogriego: Κλασική αρχαιότητα, latín: Antiquitas classica) es una expresión historiográfica para referirse al período grecorromano de la Edad Antigua en Europa, un largo período histórico que se sitúa entre la Alta Antigüedad (la época de las primeras civilizaciones del Próximo Oriente Antiguo) y la Baja Antigüedad (o Antigüedad Tardía); y que propiamente corresponde al mundo grecorromano: la Cuenca del Mediterráneo y el Próximo Oriente, áreas donde la antigua Grecia y la antigua Roma desarrollaron la civilización greco-romana. Es el periodo en que las sociedades tanto griega como romana florecieron y ejercieron una enorme influencia a lo largo de gran parte de Europa, el norte de África y Asia occidental. El término «clásico» significa «mayor plenitud» o «modelo digno de imitación», y su utilización para designar al período es marcadamente admirativa, a partir de una visión idealizada posterior sobre la época y su influencia en la conformación de la civilización occidental.
La Antigüedad clásica se puede localizar temporalmente, de forma restringida, en el momento de plenitud de las civilizaciones griega y romana (siglo V a. C. al II d. C.) o, de forma amplia, en toda su duración (siglo VIII a. C. al siglo V d. C.). Hitos del comienzo y final de este período son los poemas homéricos, los primeros Juegos Olímpicos (776 a. C.) o la mítica fundación de Roma (753 a. C.) y la cristianización (380 d. C.) o la caída del Imperio romano de Occidente (476 d. C.) La dimensión espacial de la Antigüedad Clásica coincide con la cuenca del Mediterráneo, extendida hacia el Oriente Próximo con el Imperio de Alejandro Magno y el helenismo, y hacia Europa Occidental con el Imperio romano. Tal amplio rango de historia y territorio cubre muchas culturas y periodos dispares.
En último término, la Antigüedad clásica pervive y cruza la historia de Occidente configurando una morfología persistente así como una «teoría» y una «idea».Puede así referirse también a una perspectiva idealizada entre pueblos posteriores de lo que fueron, en palabras de Edgar Allan Poe, «la gloria que fue Grecia y la majestuosidad que fue Roma». La herencia cultural clásica sobrevivió incluso a los denominados «siglos oscuros» de la Alta Edad Media (500-1000 d. C.); y se revitalizará con el Renacimiento, el Clasicismo y el Neoclasicismo de la Edad Moderna, llegando hasta nuestros días.

## Período arcaico (c. siglosVIIIaVIa.C.)
El período más temprano de la Antigüedad clásica se desarrolla en un contexto de reaparición gradual de las fuentes históricas tras el colapso de la Edad del Bronce. Los siglos VIII y VII a. C. son todavía en gran medida protohistóricos, y las primeras inscripciones alfabéticas griegas aparecen en la primera mitad del siglo VIII. Se suele suponer que Homero vivió en los siglos VIII o VII a. C., y su vida suele considerarse el inicio de la Antigüedad clásica. En el mismo periodo se sitúa la fecha tradicional de creación de los Juegos Olímpicos de la Antigüedad, en el 776 a. C.

### Fenicios, cartagineses y asirios

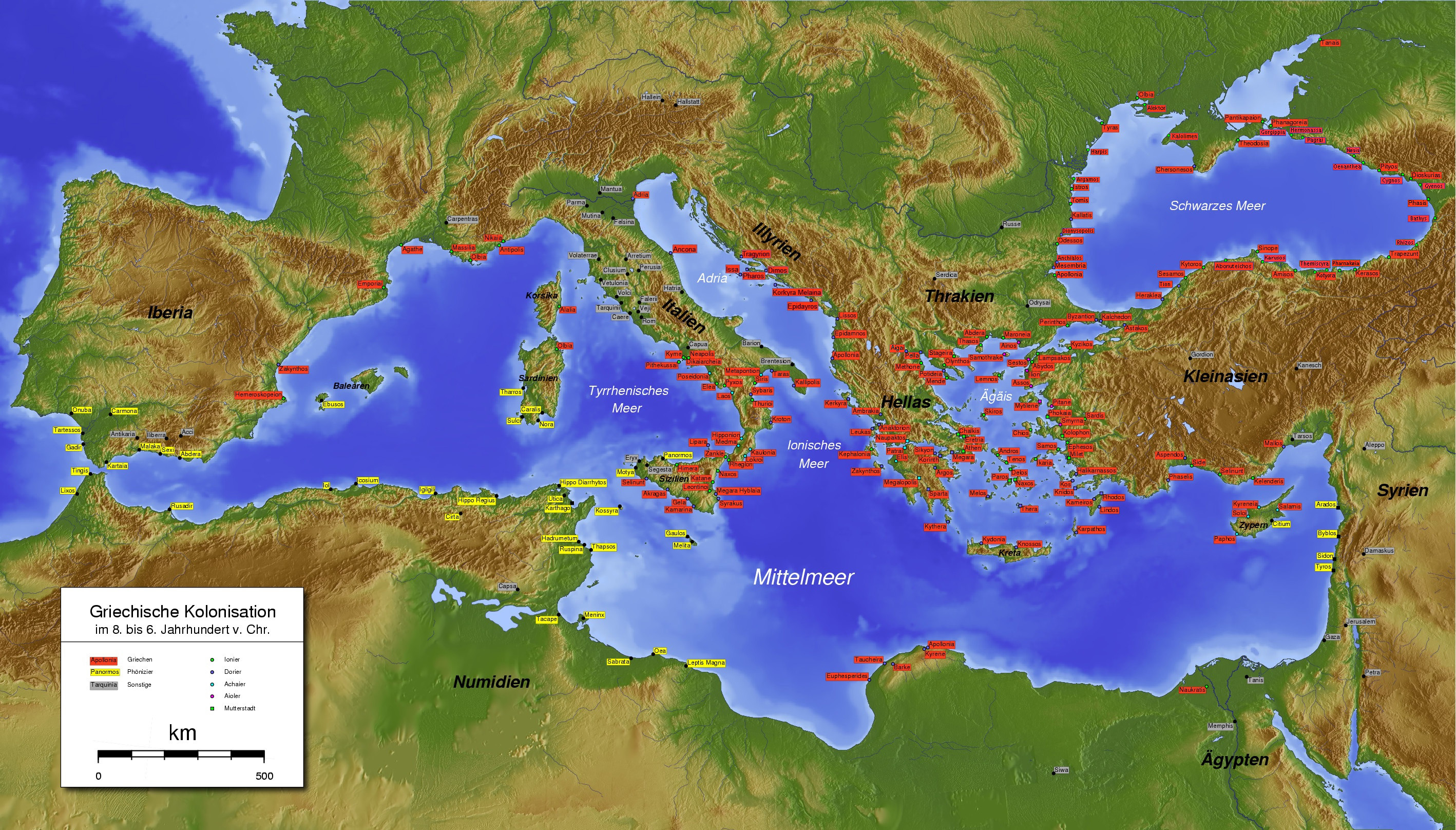
Mapa de las colonias fenicias (en amarillo) y de la colonización griega (en rojo) del Mediterráneo, del siglo al

Los fenicios se expandieron originalmente desde los puertos de Canaán, y para el siglo VIII dominaban el comercio en el Mediterráneo. Cartago se fundó en el 814 a. C., y los cartagineses, para el 700 a. C., habían establecido firmemente fortalezas en Sicilia, Italia y Cerdeña, lo que creó conflictos de intereses con Etruria. Una estela encontrada en Citio (Chipre) conmemora la victoria del rey Sargón II en el año 709 a. C. sobre los siete reyes de la isla, lo que supuso un paso importante en el traspaso de Chipre del dominio tirio al imperio neoasirio.

### Grecia
El periodo arcaico siguió a la Edad Oscura griega, y fue testigo de importantes avances en teoría política, y del surgimiento de la democracia, la filosofía, el teatro y la poesía, así como de la revitalización de la lengua escrita (que se había perdido durante la Edad Oscura).
En cerámica, el periodo arcaico ve el desarrollo del estilo orientalizante, que señala un cambio del estilo geométrico de las finales de la Edad Oscura y la acumulación de influencias derivadas de Egipto, Fenicia y Siria.
Los estilos de cerámica asociados a la última parte de la época arcaica son la cerámica de figuras negras, que se originó en Corinto durante el siglo VII a. C. y su sucesor, el estilo de figuras rojas, desarrollado por el Pintor de Andócides hacia el año 530 a. C.

### Italia en la Edad de Hierro

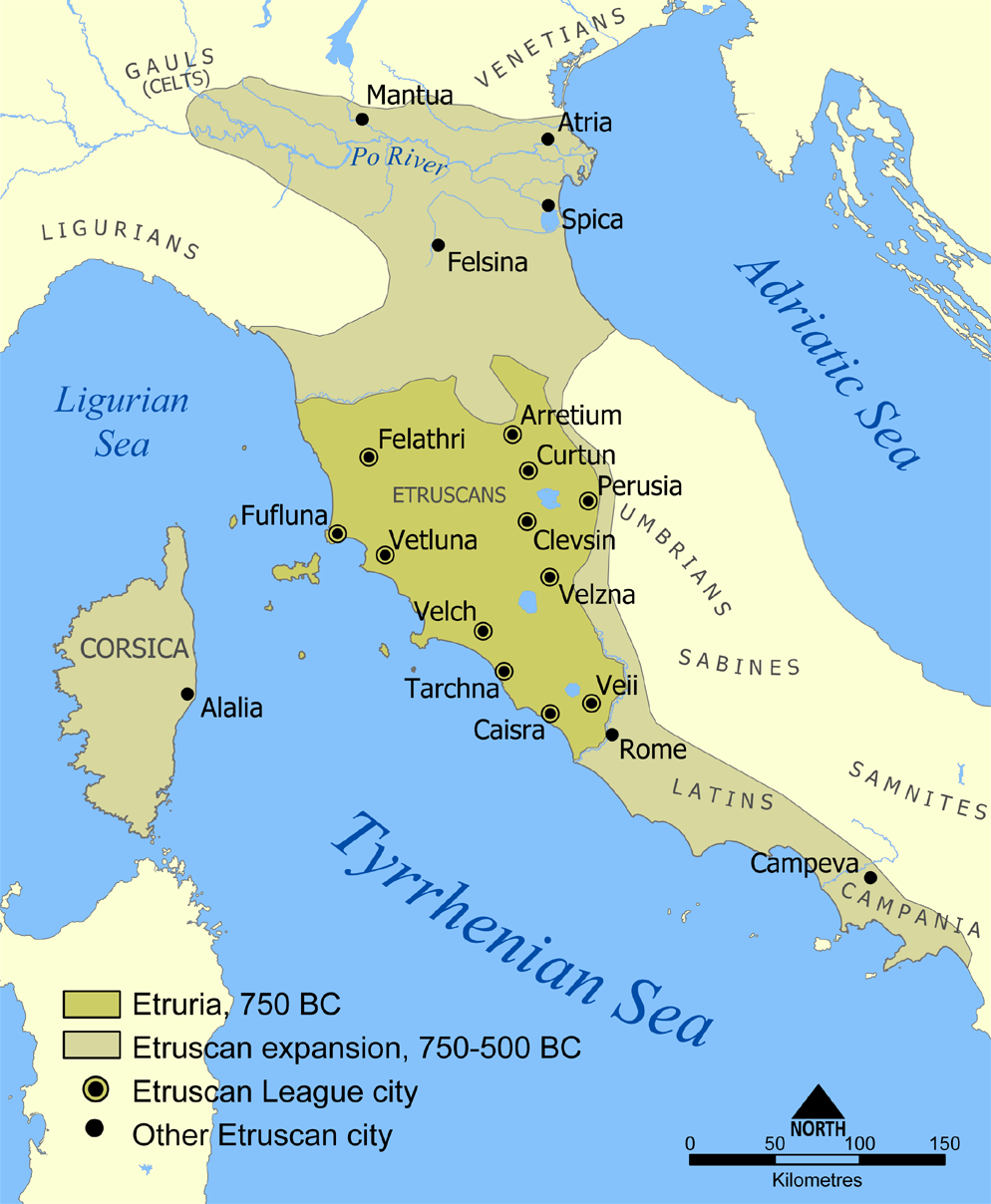
Civilización etrusca en el norte de Italia, 800 a. C.

Los etruscos habían establecido el control político en la región para finales del siglo VII a. C., formando la élite aristocrática y monárquica. Al parecer, los etruscos perdieron el poder en la zona a finales del siglo VI a. C. y, en ese momento, las tribus itálicas reinventaron su gobierno creando una república, con unas restricciones mucho mayores a la capacidad de los gobernantes para ejercer el poder.

### Reino romano
Según la leyenda, Roma fue fundada el 21 de abril del año 753 a. C. por los descendientes gemelos del príncipe troyano Eneas, Rómulo y Remo. Como la ciudad estaba desprovista de mujeres, la leyenda dice que los latinos invitaron a los sabinos a una fiesta y les robaron sus doncellas solteras, lo que llevó a la integración de los latinos y los sabinos.
En efecto, la evidencia arqueológica muestra los primeros rastros de asentamiento en el Foro Romano a mediados del siglo VIII a. C., aunque los asentamientos en el monte Palatino pueden remontarse al siglo X a. C.
El séptimo y último rey de Roma fue Tarquinio el Soberbio. Hijo de Tarquinio Prisco y yerno de Servio Tulio, Tarquinio el Soberbio era de origen etrusco. Fue durante su reinado cuando los etruscos alcanzaron su cúspide de poder. Tarquinio cerró y destruyó todos los santuarios y altares sabinos de la Roca Tarpeya, enfureciendo al pueblo de Roma. El pueblo se opuso a su gobierno cuando no reconoció la violación de Lucrecia, una patricia romana, a manos de su propio hijo. El pariente de Lucrecia, Lucio Junio Bruto (antepasado de Marco Bruto), convocó al Senado e hizo que Tarquinio y la monarquía fueran expulsados de Roma en el 510 a. C. Tras la expulsión de Tarquinioo, el Senado votó en el 509 a. C. que nunca más se permitiría el gobierno de un rey y reformó Roma para convertirla en un gobierno republicano.

## Grecia clásica

Extensión del llamado "Imperio ateniense" (la Liga de Delos), en vísperas de la guerra del Peloponeso (431 a. C.)

El período clásico de la Grecia antigua corresponde a los siglos siglo V a. C. y siglo IV a. C.; como hitos de inicio y final, desde la caída de la tiranía en Atenas (510 a. C.) hasta la muerte de Alejandro Magno (323 a. C.) Se suele considerar como momento culminante el período denominado siglo de Pericles, a mediados del siglo V, cuando se dio en Atenas un deslumbrante conjunto de creaciones culturales en todos los ámbitos que, no obstante, mantenía la tradición helénica de la Época arcaica (siglos VIII al VI a. C.)
En 510 a. C., tropas espartanas ayudaron a los atenienses opuestos al tirano Hipias, hijo de Pisístrato. Cleómenes I, rey de Esparta, puso en su lugar una oligarquía pro-espartana liderada por Iságoras, que a su vez fue apartada del poder con las reformas de Clístenes (508 a. C.) sentándose las bases de lo que se conoce como democracia ateniense.
El prolongado enfrentamiento entre griegos y persas (guerras médicas, 499-449 a. C., hasta la Paz de Calias) tuvo como consecuencia la posición dominante de Atenas en la Liga de Delos, situación que se mantuvo durante el prolongado período de paz denominado Pentecontecia, pero que desembocó en un conflicto con la Liga del Peloponeso, liderada por Esparta. La subsiguiente guerra del Peloponeso (431-404 a. C.) liquidó el dominio ateniense y estableció la hegemonía espartana. En el 395 a. C., los gobernantes espartanos destituyeron a Lisandro de su cargo y Esparta perdió su supremacía naval. Atenas, Argos, Tebas y Corinto (estas dos últimas anteriormente aliadas a Esparta) desafiaron el dominio espartano en la guerra de Corinto, que tuvo un fin no concluyente en 387 a. C. Más tarde, los generales tebanos Epaminondas y Pelópidas consiguieron una victoria decisiva en la Batalla de Leuctra (371 a. C.), lo que significó el fin de la supremacía espartana y el establecimiento de la hegemonía tebana, que se mantuvo hasta que fue eclipsada por el poder creciente del Reino de Macedonia.
Los macedonios, bajo el reinado de Filipo II, tras expandirse por los territorios de los peonios, tracios e ilirios, intervinieron en Grecia a partir del 346 a. C., culminando su conquista en la batalla de Queronea (338 a. C.) y estableciendo su hegemonía sobre una confederación helénica en la que participaban todas las polis a excepción de Esparta (Liga de Corinto, 337 a. C.) El hijo de Filipo, Alejandro Magno, logró derrotar al imperio persa (batallas de Gránico, 334 a. C., e Issos, 333 a. C.), incorporando todos sus dominios, incluyendo el Imperio egipcio (sitio de Gaza, 332 a. C.), e incluso aumentándolos en Asia Central y en la India (batalla del Hidaspes, 326 a. C.) Convencionalmente, el período clásico termina con la muerte de Alejandro en 323 a. C. y la fragmentación de su imperio, dividido entre los Diádocos.

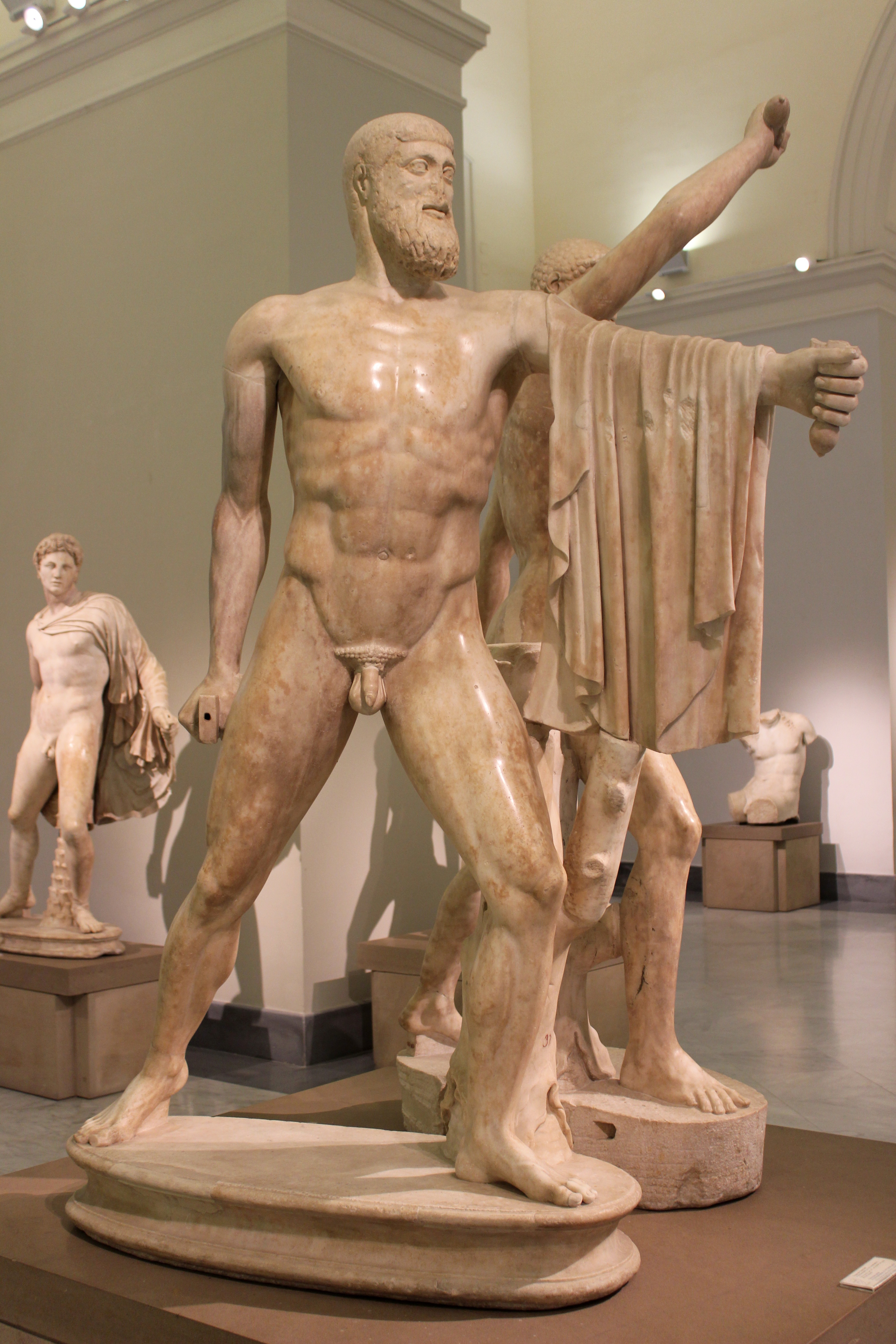
Harmodio y Aristogitón, los tiranicidas.
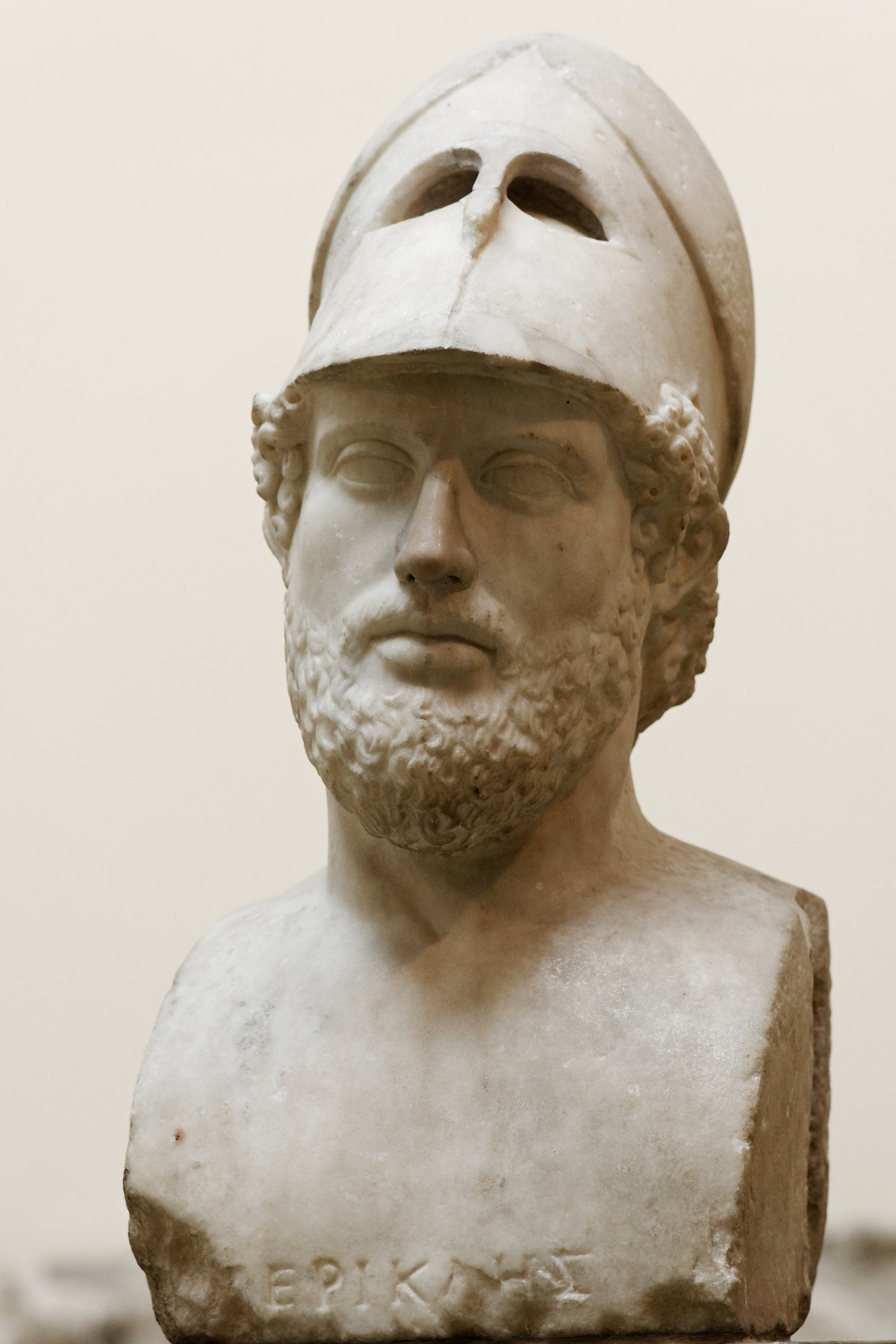
Pericles.
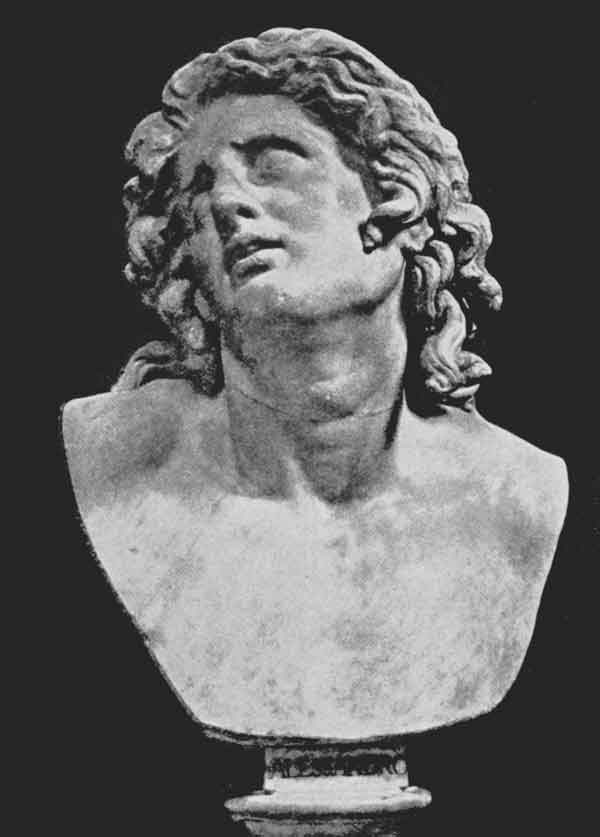
Alejandro.

## Período helenístico (330 a 146a.C.)

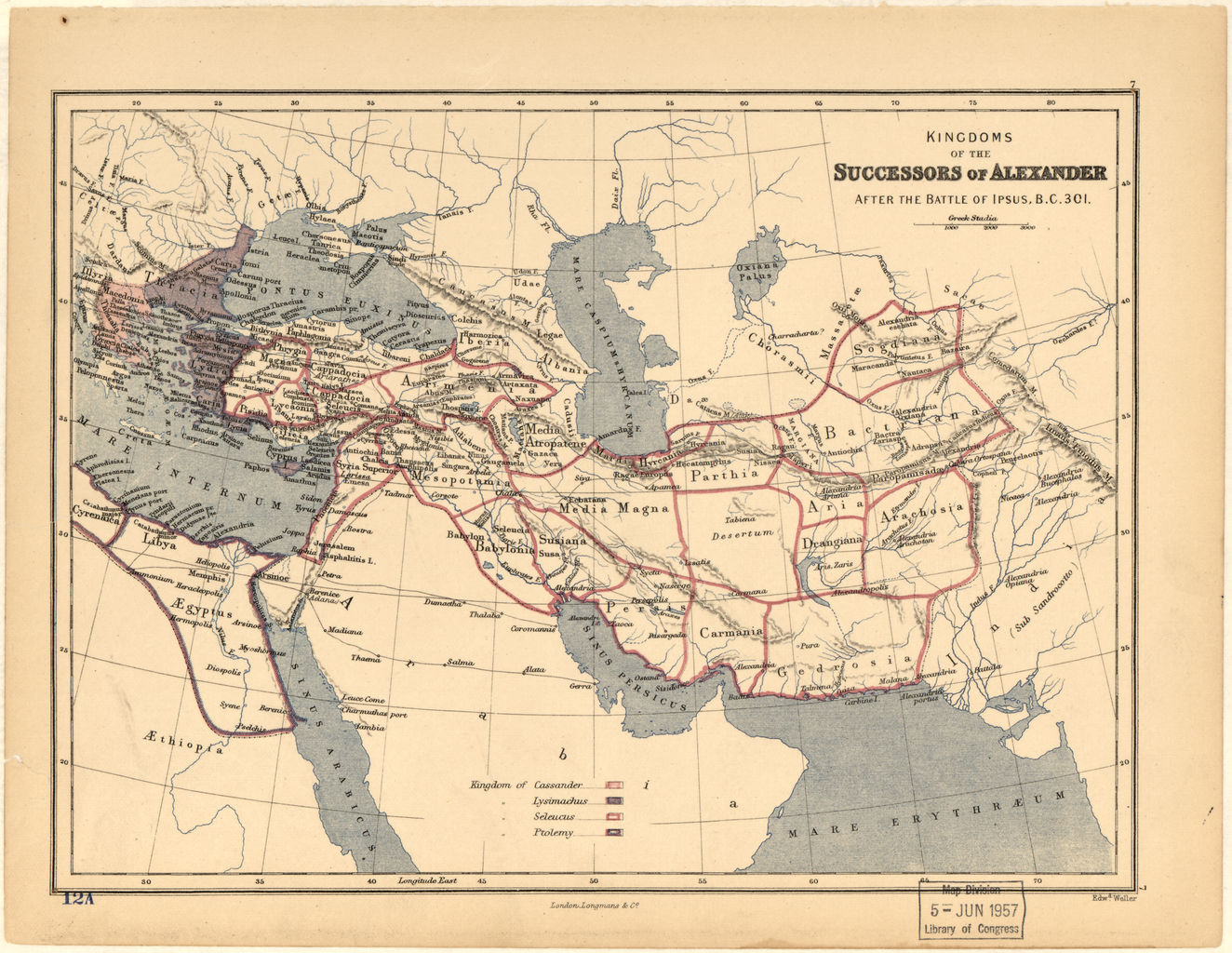
Reinos helenísticos tras la batalla de Ipsos, 301 a. C.

El período clásico griego terminó con el ascenso del reino de Macedonia y las conquistas de Alejandro Magno, dando paso al período helenístico. La koiné se convirtió en la lingua franca mucho más allá de la Grecia misma, y la cultura griega interactuó con las culturas de Persia, Asia central, India y Egipto. Además del desarrollo del pensamiento especulativo (filosofía helenística, en particular con los seguidores de Aristóteles -Liceo, escuela peripatética, aristotelismo-, los de Platón -Academia-, las escuelas estoica y epicúrea, y las instituciones alejandrinas -Museion y Biblioteca de Alejandría-), se realizaron avances significativos en ciencias y técnicas (geografía y astronomía -Eratóstenes-, matemáticas y física -Arquímedes-, etc.)
El período helenístico terminó con la conquista romana de Grecia (146 a. C.), aunque algunos historiadores fechan su fin con la Batalla de Accio (31 a. C.), la cual marcó la caída del Egipto Ptolemaico, último reino remanente de las conquistas de Alejandro Magno.

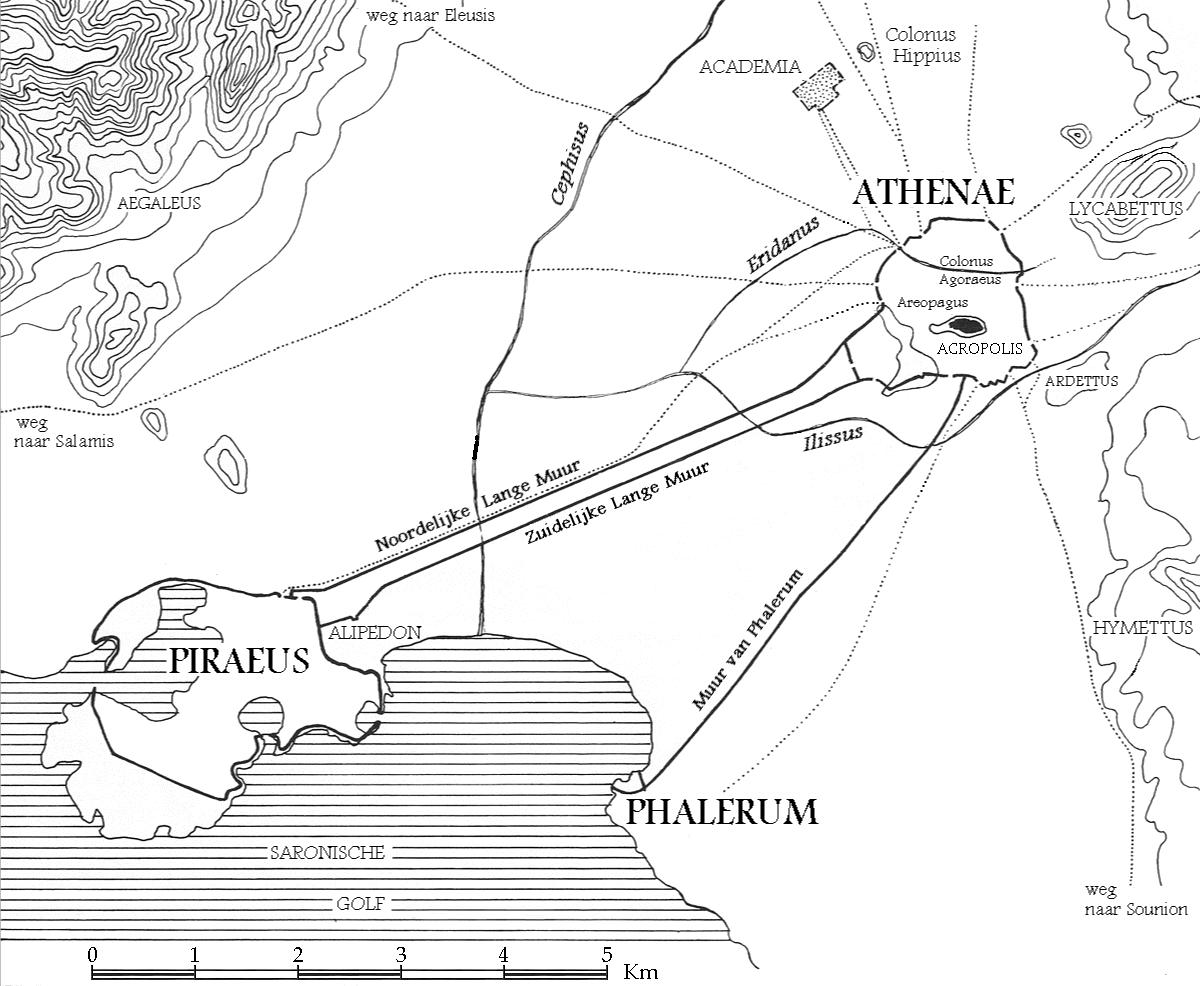
Atenas clásica.
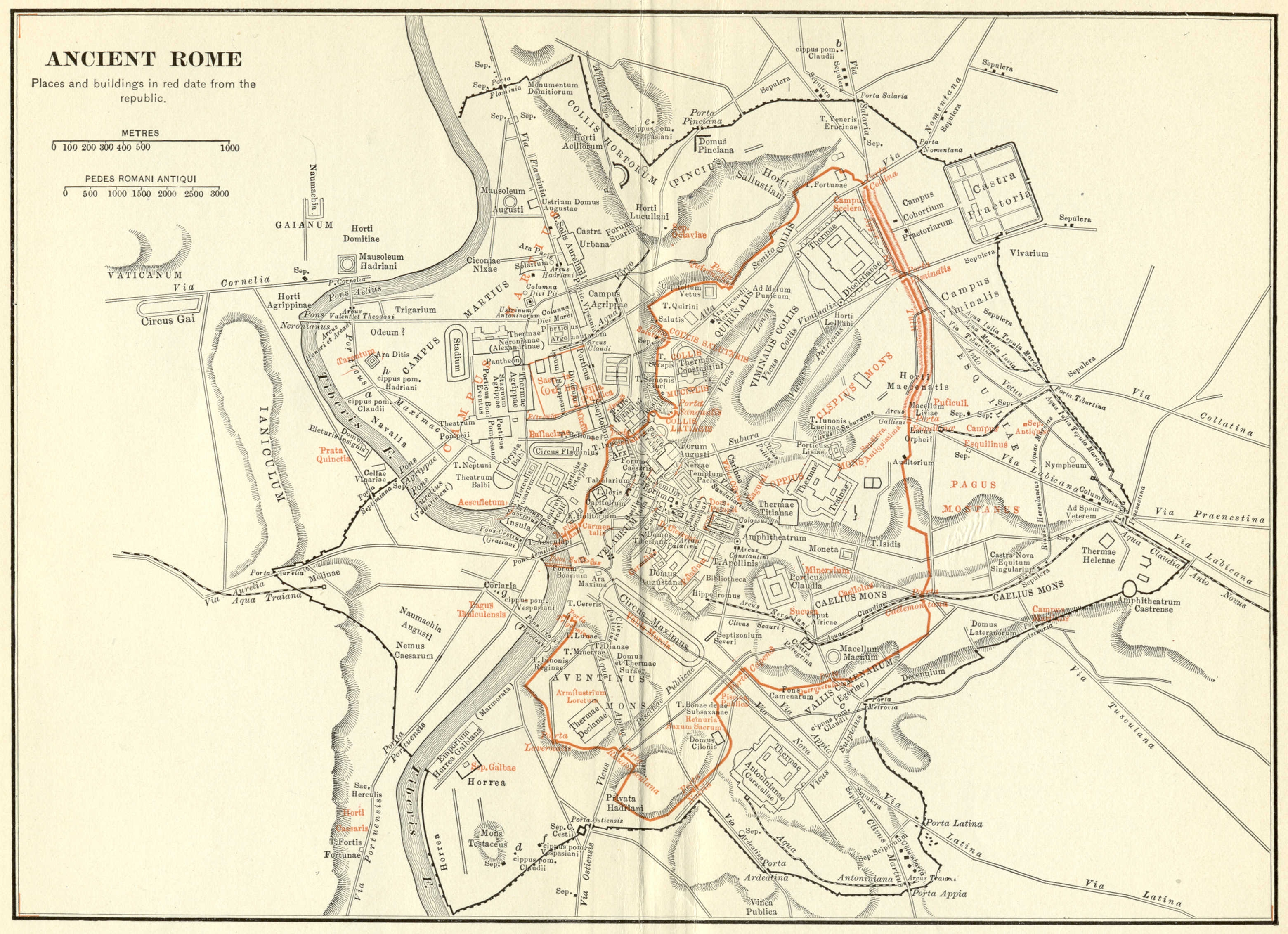
Topografía de la Antigua Roma

## República romana (siglosv-ia.C.)

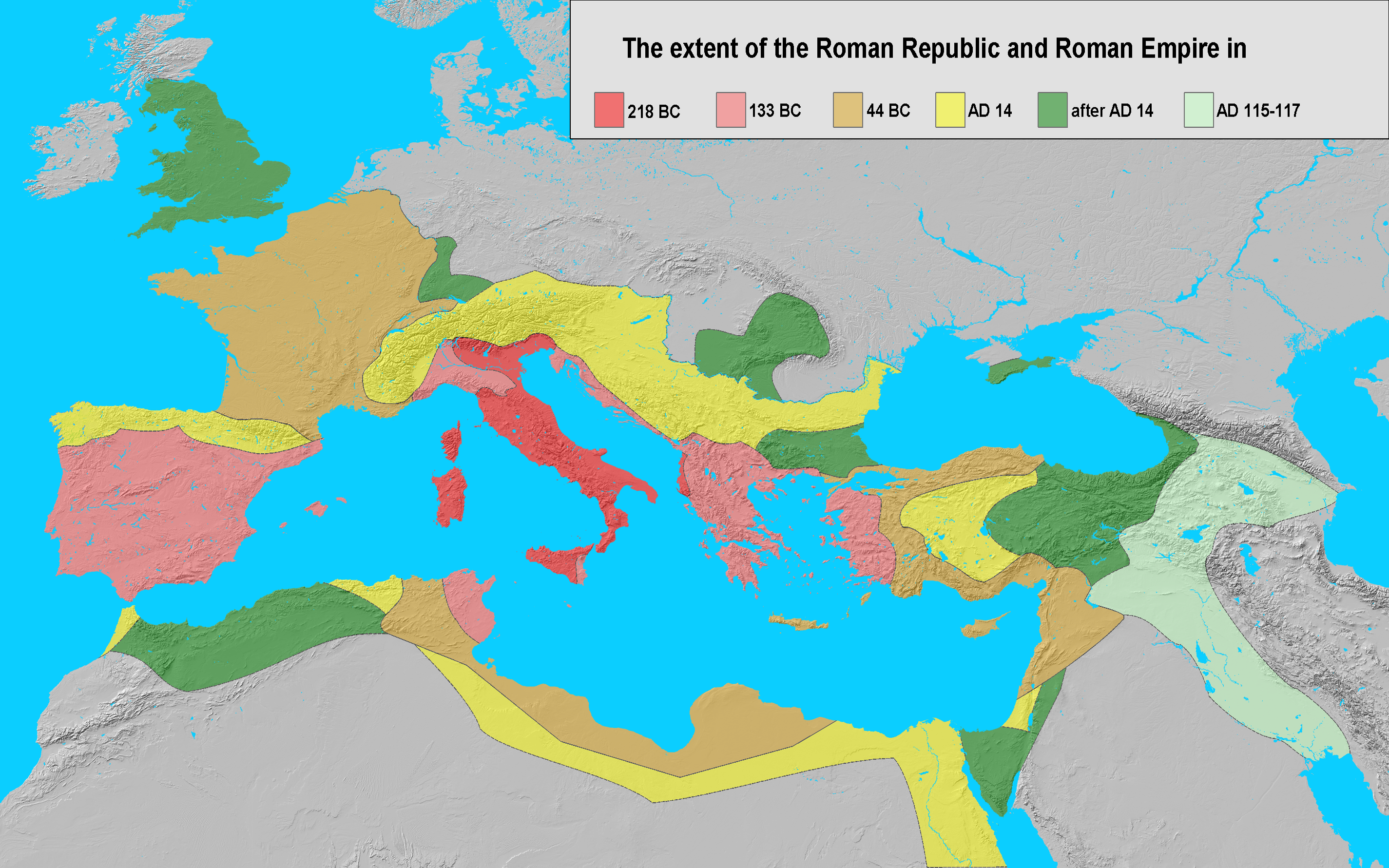
Extensión de República y el Imperio romanos en 218 a. C. (rojo oscuro -tras la primera guerra púnica-), 133 a. C. (rosado -tras la toma de Numancia-), 44 a. C. (naranja -tras la conquista de las Galias por Julio César-), 14 d. C. (amarillo -tras las guerras cántabras se consideró conseguida la Pax romana, celebrada con el Ara Pacis el año 9 a. C., mientras la sumisión de los "pueblos alpinos" se celebró en el 6 a. C. con el trofeo de los Alpes-), después 14 d. C. (verde -conquistas de sucesivos emperadores, como la de Claudio en Britania, año 43, o la de Trajano en Dacia, años 101 al 106-) y 117 d. C. (verde claro -la extensión máxima, con el breve dominio romano de Mesopotamia en tiempo de Trajano, entre 116 y 118-).

El período republicano de la Antigua Roma, que comenzó con el derrocamiento de la monarquía romana (509 a. C.), se prolongó casi medio milenio hasta su subversión, tras una serie de guerras civiles, en un principado que abrió el período imperial (27 a. C.) Durante la República, Roma pasó de ser un poder regional en el Latium a la potencia dominante del Mediterráneo. La unificación de Italia bajo la hegemonía romana fue un proceso gradual, provocado por una serie de conflictos en el siglo IV y III: las guerras samnitas, guerras latinas y guerras pírricas. La victoria romana en las guerras púnicas y en las guerras macedónicas establecieron a Roma como un poder supra-regional para el siglo II a. C., seguida por la adquisición de Grecia y Asia Menor. Este incremento tremendo de poder fue acompañado por inestabilidad política y malestar social, factores que llevaron a la conjuración de Catilina, la guerra Social y el primer triunvirato. Como resultado, la República romana se transformó en el Imperio romano en la última mitad del primer siglo a. C.

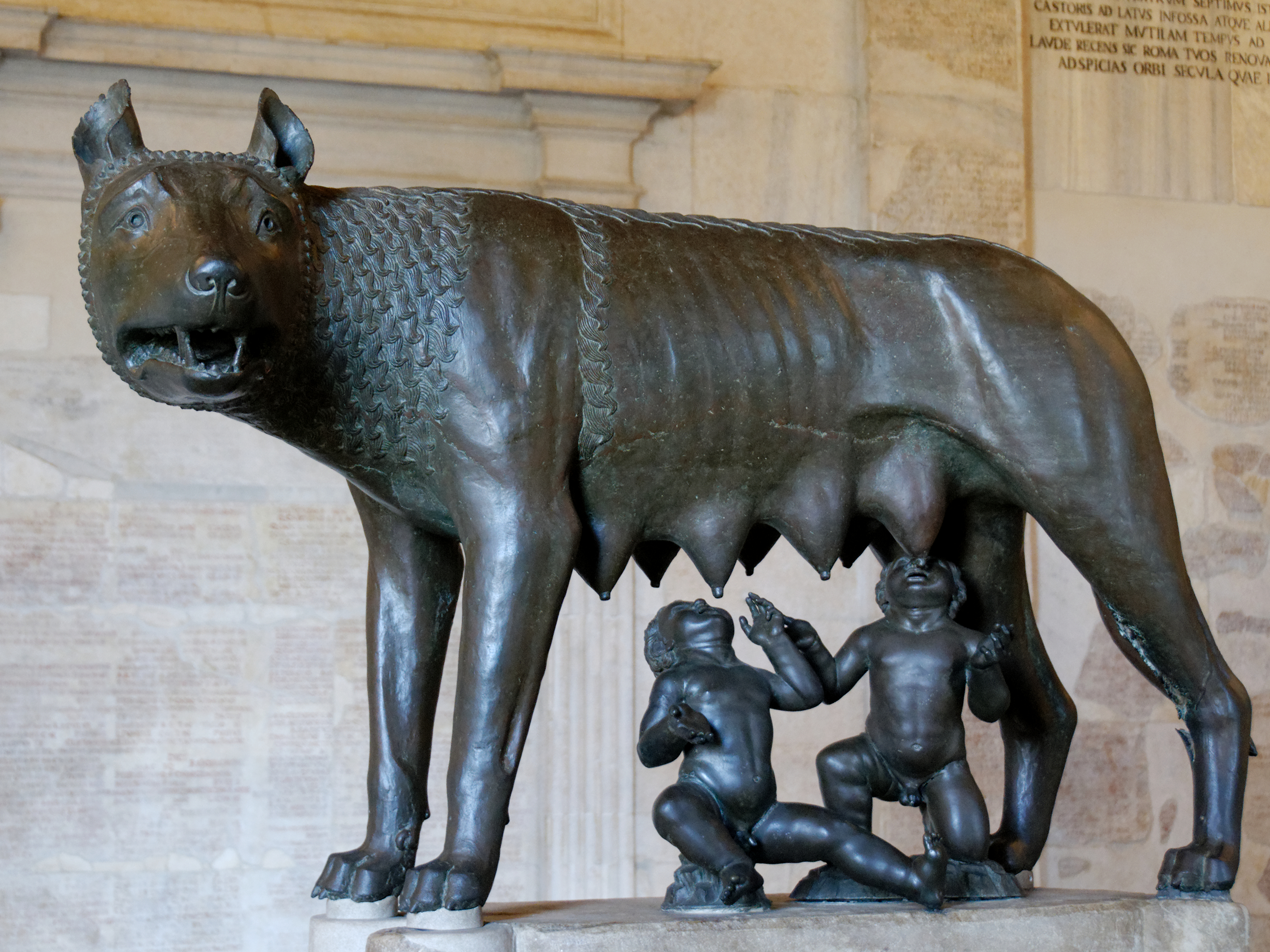
La loba capitolina (Luperca).
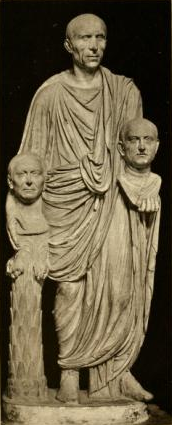
El llamado "togado Barberini", un ejemplo del uso de las maiorum imagines.
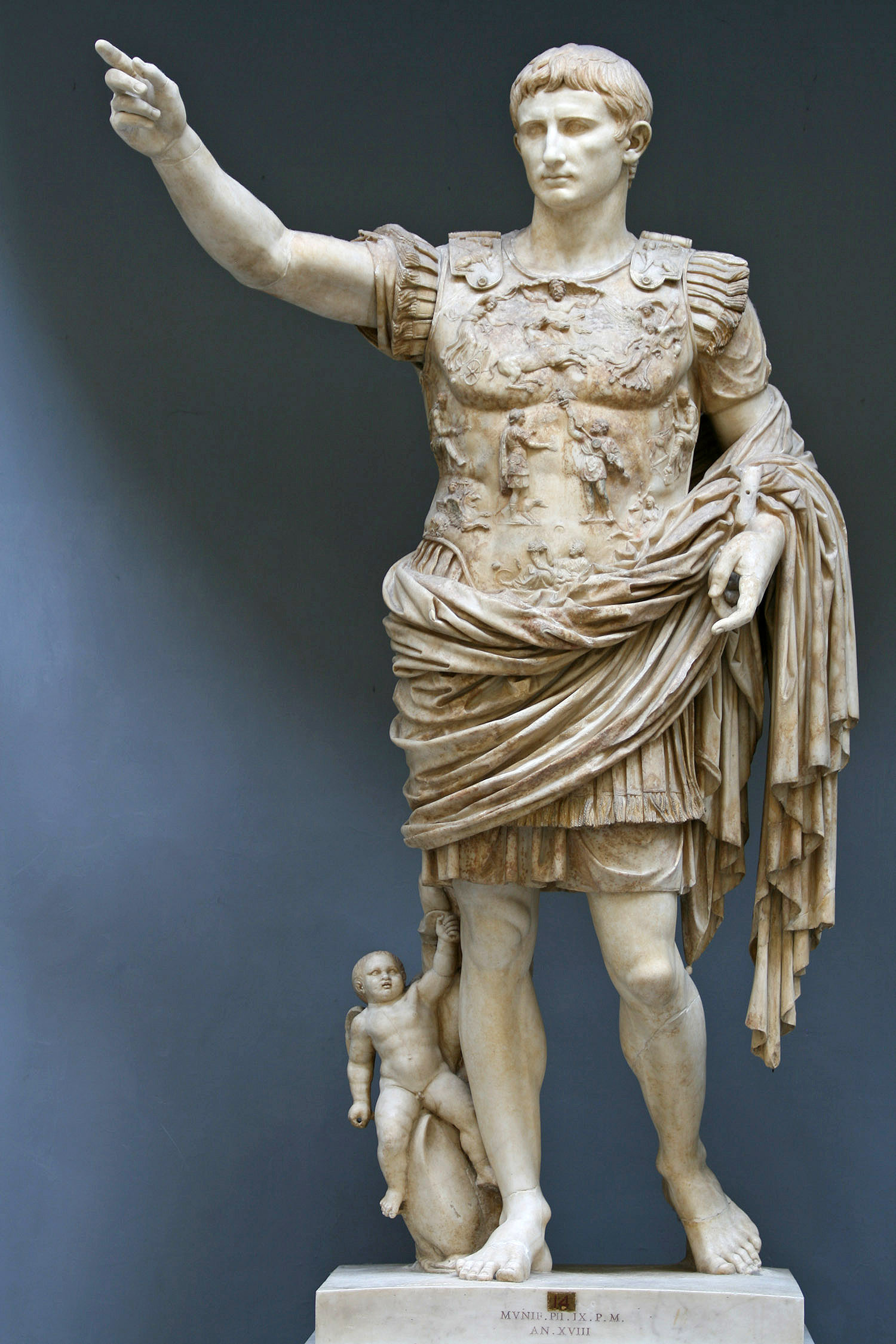
El llamado "Augusto de Prima Porta".

## Imperio romano (del sigloia.C. al siglovd.C.)

Provincias romanas hacia el 117.

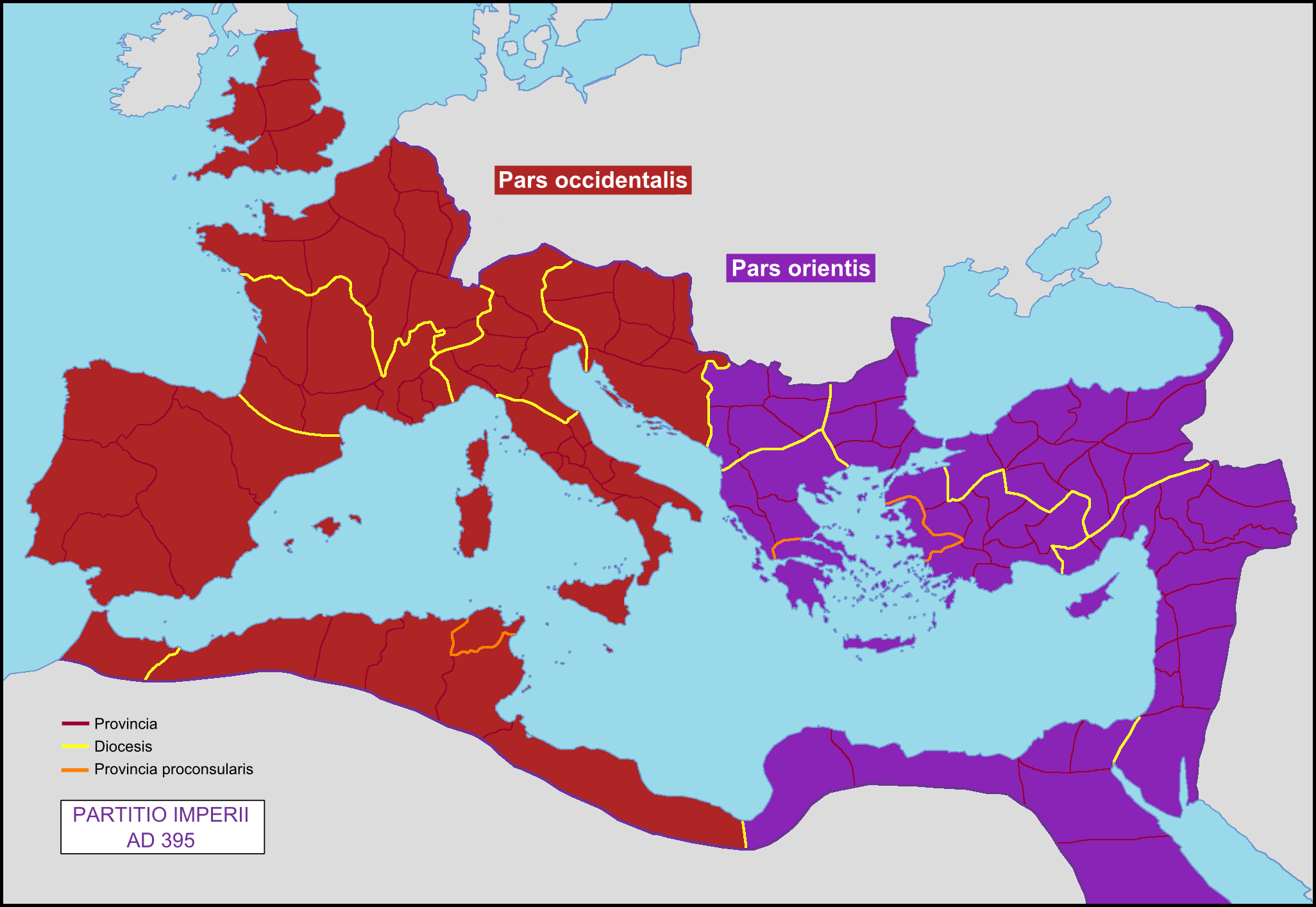
Partición del Imperio en Oriente y Occidente (395), con las divisiones de diócesis y provincias.

Determinar el final preciso de la república romana es una tarea de disputa para historiadores modernos;[¿quién?] los ciudadanos romanos de esa época no se percataron que la república había dejado de existir. Los primeros emperadores, la dinastía Julio-Claudia, mantuvieron la ficción de la pervivencia de las instituciones republicanas, aunque bajo la protección de sus poderes extraordinarios, y se mantenía como posibilidad el eventual retorno a su forma tradicional. El Estado romano continuó llamándose a sí mismo Res publica tanto tiempo como el que mantuvo el latín como idioma oficial, o sea, más que la propia existencia del Imperio romano de Occidente.
Roma ya había adquirido un carácter imperial (en cuanto a la dimensión de su dominio territorial) desde que en el siglo III a. C. sus victorias frente a Cartago le dieron el control de Sicilia y el este y sur de Hispania; incrementado en los siglos II y I a. C. con la adquisición del resto de Hispania, África (no el continente, sino una zona de la costa mediterránea, con centro en Cartago), Galia, Iliria, Grecia, Asia Menor, Siria y Judea. Egipto fue la última conquista republicana o la primera imperial, del joven Octavio, aún no encumbrado como Augusto (batalla de Actium, 31 a. C.) Al momento de la máxima extensión del Imperio bajo el mandato de Trajano (117 d. C.), Roma controlaba toda la Cuenca del Mediterráneo, además de proyectarse hacia el norte por Europa (Galia, partes de Germania y Britania, los Balcanes, Dacia) y hacia el este por el Cáucaso y Mesopotamia.
Culturalmente, el Imperio romano fue significativamente helenizado, pero también asumió tradiciones orientales sincréticas, tales como el mitraísmo, el gnosticismo y el propio cristianismo, que se terminó convirtiendo en dominante.
El secular declive del Imperio romano se produjo a partir de la crisis del siglo III.
La Antigua Roma contribuyó grandemente al desarrollo de todo tipo de rasgos de la civilización occidental: el Derecho, las instituciones, la guerra, el arte, la arquitectura, la ingeniería, la literatura y las propias lenguas (no solo las lenguas románicas derivadas directamente del latín, sino también las lenguas germánicas, muy influenciadas).